# None Shall Defy
None Shall Defy ist das Debütalbum der kanadischen Band Infernäl Mäjesty.

## Titelliste
1. Overlord – 5:57
2. R.I.P. – 1:13
3. Night of the Living Dead – 7:20
4. S.O.S. – 4:50
5. None Shall Defy – 6:45
6. Skeletons in the Closet – 3:51
7. Anthology of Death – 6:51
8. Path of the Psyco – 1:53

## Musikstil und Texte
In der Anfangszeit der Band verkündete Schlagzeuger Rick Nemes: „Wir sind die härteste Band Kanadas und haben nur ein Ziel: Slayer vom Thron zu stoßen!“ Entsprechend erinnerten Schlagzeug und Gitarren Götz Kühnemund „streckenweise stark an Slayer und Konsorten“. Chris Baileys Gesang bezeichneten er und Holger Stratmann vom Crash als für Death Metal typisch. Stratmann fielen „die ziemlich komplex strukturierten Songs“ auf. Im Rock Hard bezeichnete er ihren Stil als „technisch versierten Thrash Metal mit leider sehr klischeehaften Texten und einem Death Metal-mäßigen Gesang“ und ordnete sie „etwa zwischen Slayer und Hallows Eve“ ein.
Nemes hatte vorher bei der christlichen Rock-Band Rapid Tears gespielt, grenzte sich aber von deren Lebenseinstellung ab; er lebe „für das irdische Leben mit all seinen Exzessen und ‚Sünden‘ und war eigentlich schon immer am Okkulten - in welcher Erscheinungsform auch immer - interessiert. Ich glaube auch heute noch an Gott, aber ich weiß, daß Satan ebenso real ist. Ich habe gelernt, dieses Leben und meine Triebe zu akzeptieren. Ich mag nunmal alles, was makaber ist, und dementsprechend klingen Infernal Majesty.“ Götz Kühnemund verglich das Konzept der Band mit dem Venoms und ordnete die Band entsprechend dem Black Metal zu. Außerdem sind die Liedtexte von Horrorthemen geprägt.

## Kritiken
Da Schlagzeug und Gitarren Kühnemund „streckenweise stark an Slayer und Konsorten“ erinnerten, schloss er daraus, dass die Band „die meisten Thrasher begeistern“ werde. „Nicht so ganz anfreunden“ könne er sich allerdings mit „Chris Baileys Death Metal-typischem Gebrüll, das nichtmal ansatzweise Originalität zeigt. Bedenkt man jedoch, wie viele andere Bands dieser Stilrichtung mit ähnlichen Vocals Erfolge feiern, dürften Infernal Majesty relativ leichtes Spiel haben.“ Stratmann bezeichnete „die ziemlich komplex strukturierten Songs“ als „was Abwechslung und Einfallsreichtum betrifft, weit besser […] als das, was gewöhnlicherweise in dieser Musikrichtung geboten wird. Negativ fallen dagegen die dümmlichen und klischeehaften Horrortexte, sowie die üblichen Death Metal-Vocals (die im übrigen gar nicht mal so besonders zur Musik passen) ins Gewicht. Songs wie ‚Overlord‘ und ‚Night Of The Living Dead‘ zeigen, daß im Thrash-Bereich musikalisch noch längst nicht alles ausgereizt ist und immer wieder neue, interessante Gruppen den Markt bereichern. Thrash-Fans sollten auf jeden Fall reinhören.“ Auch im Rock Hard bemängelte er die „leider sehr klischeehaften“ Texte und den „Death Metal-mäßigen Gesang, der die Band meiner Meinung nach etwas limitiert. Denn handwerklich sind I.M. […] besser als der US-Durchschnitt, und Stücke wie ‚Overlord‘ oder ‚Night Of The Living Dead‘ sind wirklich gut und bestechen durch einen interessanten Aufbau. Einziger Nachteil: Obwohl die Songs in sich interessant gestaltet sind, klingt das Album insgesamt etwas monoton, was wiederum auch zum großen Teil an den mittelmäßigen Vocals liegt. Ohne Zweifel gehört ‚None Shall Defy‘ zu den besseren Thrash-Veröffentlichungen dieses Monats.“